# Campeonato Mundial de Piragüismo en Aguas Tranquilas de 2003
El XXXIII Campeonato Mundial de Piragüismo en Aguas Tranquilas se celebró en la localidad de Gainesville (Georgia, Estados Unidos) entre el 10 y el 14 de septiembre de 2003 bajo la organización de la Federación Internacional de Piragüismo (ICF) y la Federación Estadounidense de Piragüismo.
Un total de 580 palistas de 72 federaciones nacionales tomaron parte en el evento, que otorgó medallas en 27 especialidades (18 masculinas y 9 femeninas). Las competiciones se desarrollaron en el Canal Olímpico del Lago Lanier, al noroeste de la ciudad estadounidense.

## Medallistas

### Masculino
| Evento    | Oro                                                                                       | Plata                                                                                        | Bronce |
| --------- | ----------------------------------------------------------------------------------------- | -------------------------------------------------------------------------------------------- | --- |
| K1 200 m  | Ronald Rauhe · Alemania · 35,798 s                                                        | Vince Fehérvári Australia 36,411 s                                                           | Anton Riajov Uzbekistán 36,417 s                                                                                |
| K2 200 m  | Alvydas Duonėla · Egidijus Balčiūnas · Lituania · 32,972                                  | Marek Twardowski · Adam Wysocki · Polonia · 33,154                                           | Ronald Rauhe · Tim Wieskötter · Alemania · 33,385                                                               |
| K4 200 m  | Olexi Slivinski · Myjailo Luchnik · Mykola Zaichenkov · Andri Borzukov · Ucrania · 31,136 | Vasile Curuzan · Marian Băban · Alexandru Ceaușu · Romică Șerban · Rumania · 31,168          | Manuel Muñoz Arestoy · Jaime Acuña Iglesias · Aike González Comesaña · Oier Aizpurua Aranzadi · España · 31,260 |
| K1 500 m  | Nathan Baggaley Australia 1:37,541                                                        | Carlos Pérez Rial · España · 1:37,961                                                        | Lutz Altepost · Alemania · 1:38,077                                                                             |
| K2 500 m  | Ronald Rauhe · Tim Wieskötter · Alemania · 1:27,974                                       | Raman Piatrushenka · Vadzim Majneu · Bielorrusia · 1:28,954                                  | Alvydas Duonėla · Egidijus Balčiūnas · Lituania · 1:29,205                                                      |
| K4 500 m  | Richard Riszdorfer · Michal Riszdorfer · Erik Vlček · Juraj Bača · Eslovaquia · 1:20,409  | Vasile Curuzan · Marian Băban · Alexandru Ceaușu · Romică Șerban · Rumania · 1:21,353        | Alexandr Ivanik · Anatoli Tishchenko · Oleg Gorobi · Vladimir Grushijin · Rusia · 1:21,408                      |
| K1 1000 m | Benjamin Fouhy Nueva Zelanda 3:28,520                                                     | Adam van Koeverden · Canadá · 3:29,720                                                       | Nathan Baggaley Australia 3:29,909                                                                              |
| K2 1000 m | Markus Oscarsson · Henrik Nilsson · Suecia · 3:14,157                                     | Bob Maesen · Wouter D'Haene · Bélgica · 3:14,690                                             | Tim Huth · Marco Herszel · Alemania · 3:15,142                                                                  |
| K4 1000 m | Richard Riszdorfer · Michal Riszdorfer · Erik Vlček · Juraj Bača · Eslovaquia · 2:55,291  | Zoltán Kammerer · Ákos Vereckei · Roland Kökény · Krisztián Veréb · Hungría · 2:56,795       | Andreas Ihle · Mark Zabel · Björn Bach · Stefan Ulm · Alemania · 2:57,048                                       |
| C1 200 m  | Maxim Opalev · Rusia · 40,896                                                             | Martin Doktor · República Checa · 40,929                                                     | Andreas Dittmer · Alemania · 40,962                                                                             |
| C2 200 m  | Paweł Baraszkiewicz · Daniel Jędraszko · Polonia · 37,972                                 | Petr Fuksa · Petr Netušil · República Checa · 38,012                                         | Serhi Klimniuk · Dmytro Sablin · Ucrania · 38,230                                                               |
| C4 200 m  | Sándor Malomsoki · László Vasali · György Kozmann · György Kolonics · Hungría · 34,737    | Petr Fuksa · Petr Netušil · Jan Břečka · Karel Kožíšek · República Checa · 35,105            | Silviu Simioncencu · Mitică Pricop · Florin Popescu · Petre Condrat · Rumania · 35,610                          |
| C1 500 m  | Andreas Dittmer · Alemania · 1:47,277                                                     | Maxim Opalev · Rusia · 1:47,488                                                              | Martin Doktor · República Checa · 1:48,030                                                                      |
| C2 500 m  | Paweł Baraszkiewicz · Daniel Jędraszko · Polonia · 1:39,194                               | Silviu Simioncencu · Florin Popescu · Rumania · 1:40,824                                     | Ibrahim Rojas Blanco · Ledis Balceiro Pajón · Cuba · 1:41,136                                                   |
| C4 500 m  | Silviu Simioncencu · Florin Popescu · Mitică Pricop · Petre Condrat · Rumania · 1:32,022  | Adam Ginter · Łukasz Woszczyński · Michał Śliwiński · Marcin Grzybowski · Polonia · 1:32,185 | Csaba Hüttner · Gábor Fürdök · Imre Pulai · Ferenc Novák · Hungría · 1:33,506                                   |
| C1 1000 m | Andreas Dittmer · Alemania · 3:52,482                                                     | David Cal Figueroa · España · 3:53,406                                                       | Maxim Opalev · Rusia · 3:55,299                                                                                 |
| C2 1000 m | Silviu Simioncencu · Florin Popescu · Rumania · 3:34,932                                  | Alexandr Kovaliov · Alexandr Kostoglod · Rusia · 3:35,325                                    | György Kozmann · György Kolonics · Hungría · 3:35,428                                                           |
| C4 1000 m | Csaba Hüttner · Márton Joób · Imre Pulai · Ferenc Novák · Hungría · 3:22,090              | Attila Buday · Tamás Buday · Maxime Boilard · Dimitri Joukovski · Canadá · 3:22,332          | Andrzej Jezierski · Roman Rynkiewicz · Adam Ginter · Wojciech Tyszyński · Polonia · 3:22,446                    |

### Femenino
| Evento    | Oro                                                                                       | Plata | Bronce |
| --------- | ----------------------------------------------------------------------------------------- | --- | --- |
| K1 200 m  | Caroline Brunet · Canadá · 41,344 s                                                       | María Teresa Portela · España · 41,600 s                                                                 | Tímea Paksy · Hungría · 42,298 s                                                                           |
| K2 200 m  | Tímea Paksy · Melinda Patyi · Hungría · 38,292                                            | María Teresa Portela · Beatriz Manchón Portillo · España · 38,521                                        | Aneta Pastuszka · Beata Sokołowska-Kulesza · Polonia · 38,528                                              |
| K4 200 m  | Katalin Kovács · Szilvia Szabó · Erzsébet Viski · Kinga Bóta · Hungría · 35,665           | María Isabel García · Beatriz Manchón Portillo · Jana Šmidáková · María Teresa Portela · España · 35,939 | Karolina Sadalska · Aneta Pastuszka · Beata Sokołowska-Kulesza · Joanna Skowroń · Polonia · 36,118         |
| K1 500 m  | Katalin Kovács · Hungría · 1:48,996                                                       | Caroline Brunet · Canadá · 1:49,778                                                                      | Aneta Pastuszka · Polonia · 1:49,785                                                                       |
| K2 500 m  | Szilvia Szabó · Kinga Bóta · Hungría · 1:39,984                                           | Bonka Pindzheva Deliana Dacheva Bulgaria 1:40,937                                                        | Beata Sokołowska-Kulesza · Joanna Skowroń · Polonia · 1:41,577                                             |
| K4 500 m  | Katalin Kovács · Szilvia Szabó · Erzsébet Viski · Kinga Bóta · Hungría · 1:31,632         | Karolina Sadalska · Małgorzata Czajczyńska · Aneta Białkowska · Joanna Skowroń · Polonia · 1:33,573      | María Isabel García · Beatriz Manchón Portillo · Jana Šmidáková · María Teresa Portela · España · 1:33,742 |
| K1 1000 m | Katalin Kovács · Hungría · 4:00,955                                                       | Katrin Wagner · Alemania · 4:02,122                                                                      | Lior Karmi Israel 4:03,104                                                                                 |
| K2 1000 m | Tímea Paksy · Dalma Benedek · Hungría · 3:41,540                                          | Manuela Mucke · Nadine Opgen-Rhein · Alemania · 3:41,636                                                 | Caroline Brunet · Mylanie Barré · Canadá · 3:43,752                                                        |
| K4 1000 m | Eszter Rasztótzky · Kinga Dékány · Krisztina Fazekas · Natasa Janics · Hungría · 3:13,296 | Olena Cherevatova · Tetiana Semykina · Mariya Ralcheva · Inna Osypenko-Radomska · Ucrania · 3:16,389     | Paula Harvey Chantal Meek Amanda Rankin Katrin Kieseler Australia 3:16,870                                 |

## Dopaje
El piragüista Serguei Uleguin de Rusia ganó dos medallas de oro (C4 200 m y C4 500 m) y una de plata (C2 500 m), que le fueron retiradas después de que diera positivo en un control antidopaje. A sus compañeros en el C2 500 m (Alexandr Kostoglod), C4 200 m (Kostoglod, Roman Krugliakov y Maxim Opalev) y C4 500 m (Kostoglod, Krugliakov y Opalev) también les fueron retiradas sus respectivas medallas. Uleguin fue suspendido por dos años de la competición internacional.

## Medallero
| Núm. | País            | Oro | Plata | Bronce | Total |
| ---- | --------------- | --- | ----- | ------ | ----- |
| 1    | Hungría         | 10  | 1     | 3      | 14    |
| 2    | Alemania        | 4   | 2     | 5      | 11    |
| 3    | Polonia         | 2   | 3     | 5      | 10    |
| 4    | Rumania         | 2   | 3     | 1      | 6     |
| 5    | Eslovaquia      | 2   | 0     | 0      | 2     |
| 6    | Canadá          | 1   | 3     | 1      | 5     |
| 7    | Rusia           | 1   | 2     | 2      | 5     |
| 8    | Australia       | 1   | 1     | 2      | 4     |
| 9    | Ucrania         | 1   | 1     | 1      | 3     |
| 10   | Lituania        | 1   | 0     | 1      | 2     |
| 11   | Nueva Zelanda   | 1   | 0     | 0      | 1     |
| 11   | Suecia          | 1   | 0     | 0      | 1     |
| 13   | España          | 0   | 5     | 2      | 7     |
| 14   | República Checa | 0   | 3     | 1      | 4     |
| 15   | Bélgica         | 0   | 1     | 0      | 1     |
| 15   | Bielorrusia     | 0   | 1     | 0      | 1     |
| 15   | Bulgaria        | 0   | 1     | 0      | 1     |
| 18   | Cuba            | 0   | 0     | 1      | 1     |
| 18   | Israel          | 0   | 0     | 1      | 1     |
| 18   | Uzbekistán      | 0   | 0     | 1      | 1     |
|      | TOTAL           | 27  | 27    | 27     | 81    |